# Štefánik-Observatorium

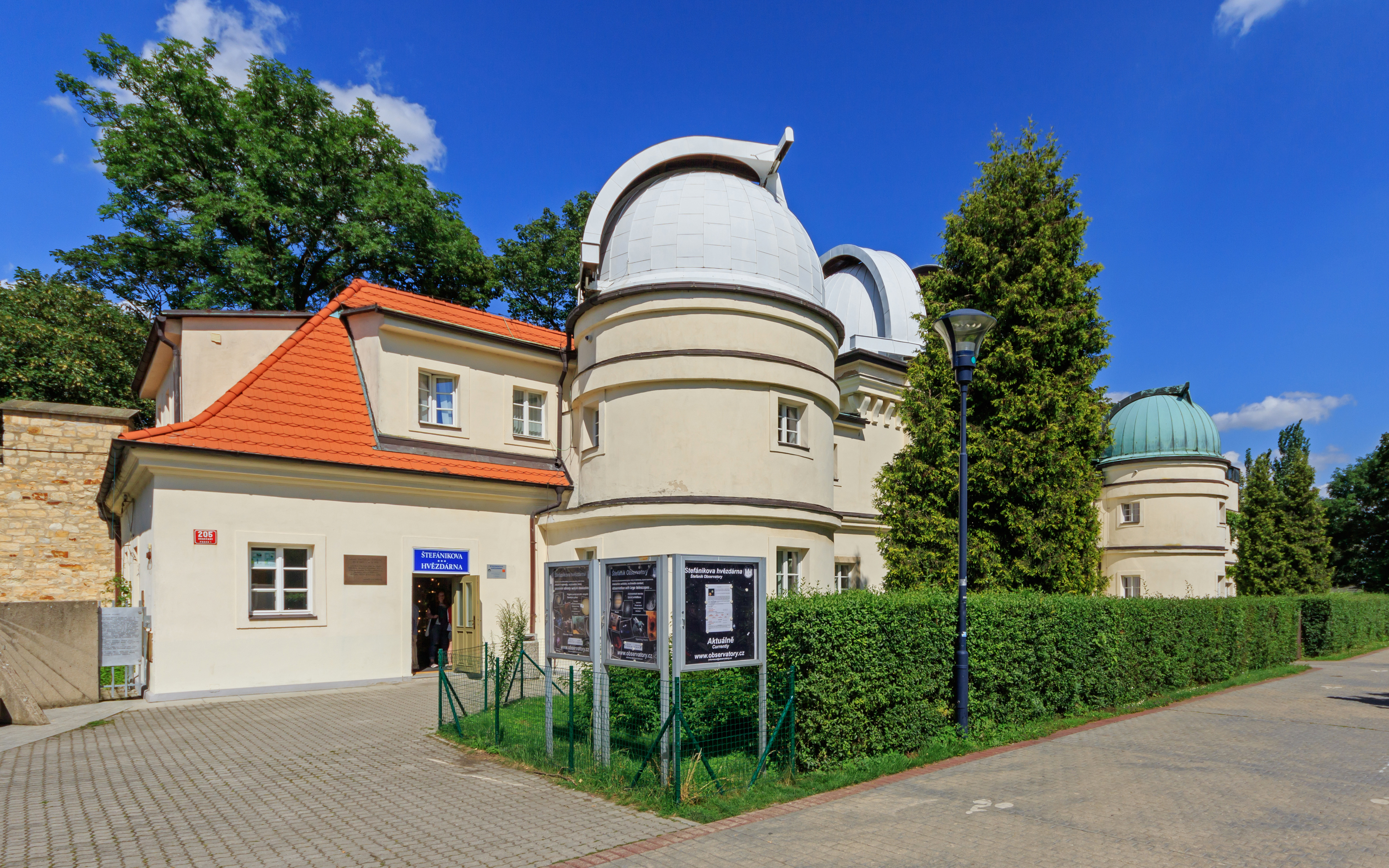
Štefánik-Observatorium von Süden

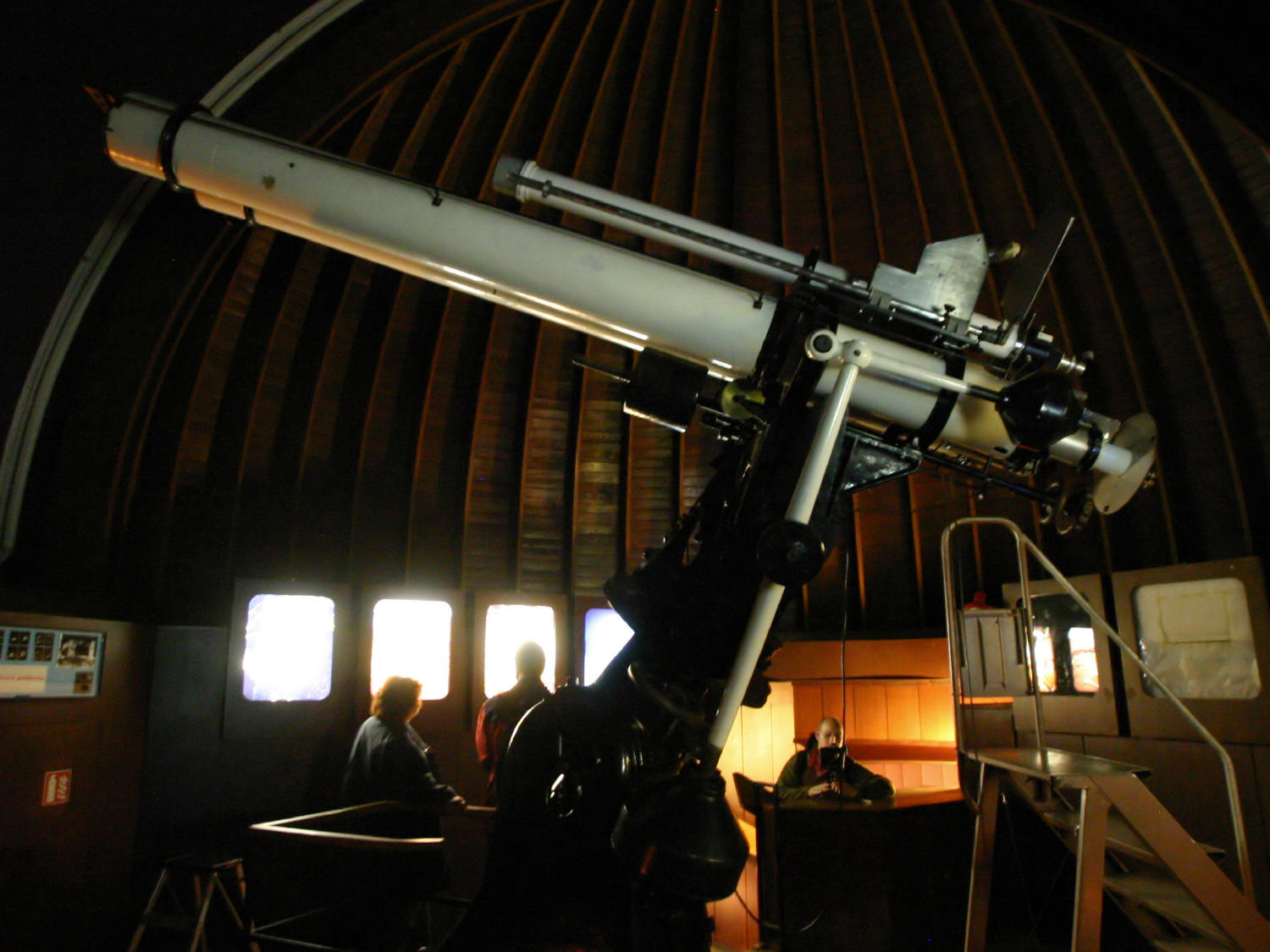
Das Hauptinstrument des Štefánik-Observatoriums, ein Zeiss-Doppelrefraktor aus dem Jahr 1908

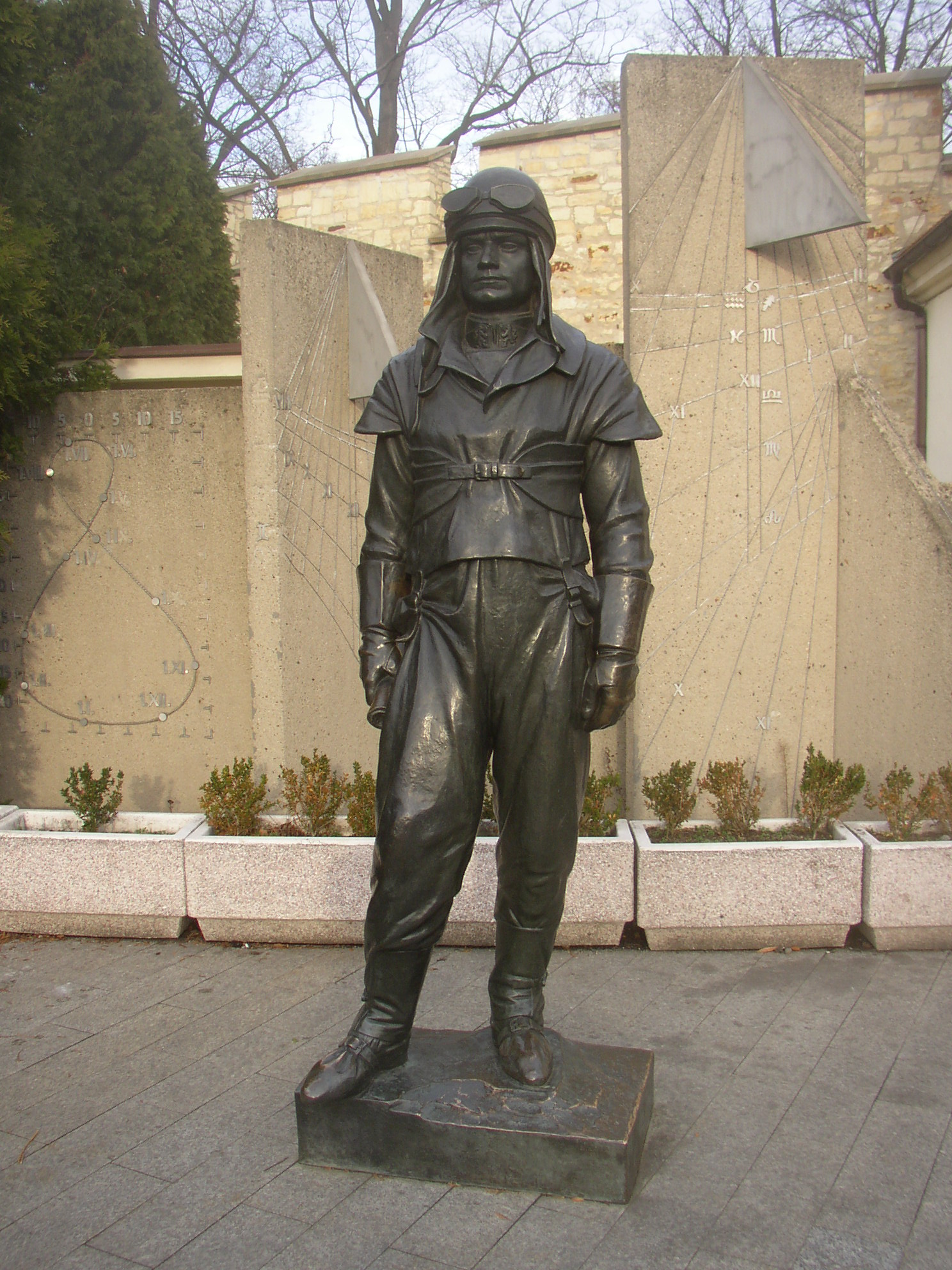
Statue von Milan Rastislav Štefánik vor der Sonnenuhr

Das Štefánik-Observatorium (tschechisch: Štefánikova hvězdárna) ist eine Sternwarte am Petřín-Hügel im Zentrum von Prag. Es wurde 1928 gegründet und ist nach dem slowakischen Astronomen Milan Rastislav Štefánik benannt. Der Schwerpunkt des Observatoriums liegt heutzutage darin, die Astronomie und mit ihr verwandte Wissenschaften einem breiten Publikum zugänglich zu machen.

## Instrumente
Die Hauptteleskope des Observatoriums sind in der Hauptkuppel ein Zeiss-Doppelrefraktor nach dem Wiener Selenographen Rudolf König (seit 1928) und in der westlichen Kuppel ein Maksutov-Cassegrain-Teleskop (seit 1976). Die östliche Kuppel des Observatoriums wird ausschließlich für wissenschaftliche Observationen genutzt und besteht seit 1999 aus einem 40-cm-Meade-Spiegelteleskop. 